# Oh Mother
"Oh Mother" é uma canção pop da cantora norte-americana Christina Aguilera contia em seu quinto álbum Back to Basics (2006). A canção foi composta por Aguilera, Thornton, Rankin, Thornton e DioGuardi. A canção foi lançada como quarto single na Europa, na França, Suíça e no Reino Unido. O clipe foi lançado no dia 8 de Dezembro como uma apresentação ao vivo do DVD Back To Basics Live And Down Under.

## Videoclipe
O vídeo recebeu sua primeira oficial aparição no canal de televisão alemão música VIVA. Ele foi retirado do DVD Back to Basics: Live and Down Under e contém Aguilera cantando e cenas dos bastidores durante a turnê. Desde que passou o vídeo foi sucesso na Alemanha e nos Países Baixos.
Após uma semana, o vídeo para Oh Mother foi removido da playlistdo Total Request Live italiano.

## Posiçőes
| Top (2007)                       | Melhor posição |
| -------------------------------- | -------------- |
| Austria Top Singles              | 23             |
| Austria Airplay Top              | 11             |
| Neerlanda Singles Top 100        | 69             |
| Europa Hot 100 Singles Billboard | 67             |
| Euro 200                         | 80             |
| Euro Singles Hot 100             | 55             |
| Euro Airplay Hot 100             | 29             |
| França Airplay Top               | 22             |
| Alemanha Top Singles             | 18             |
| Alemanha Digital Singles         | 21             |
| Alemanha Airplay                 | 4              |
| Luxemburgo Airplay Top 40        | 8              |
| Slovakia Airplay IFPI            | 21             |
| Suíça Singles Top 100            | 79             |
| Suíça Top Airplay                | 4              |
| Reino Unido Top Airplay          | 34             |